# Andrew Blackman
Andrew Blackman (Brisbane, 2 de agosto de 1956) é um ator australiano. Blackman é mais conhecido por suas aparições na televisão. Ele já foi membro do elenco em A Country Practice (como o Dr. Harry Morrison) e Neighbours (como Mike Healy).